# کیت لانگهورست
کیت لانگهورست (انگلیسی: Kate Longhurst؛ زادهٔ ۲ مهٔ ۱۹۸۹) بازیکن فوتبال اهل بریتانیا است.
از باشگاه‌هایی که در آن بازی کرده‌است می‌توان به باشگاه فوتبال زنان لیورپول اشاره کرد.